# Модельные организмы
Моде́льные органи́змы — организмы, используемые в качестве моделей для изучения тех или иных свойств, процессов или явлений живой природы. Модельные организмы интенсивно изучаются, причём одна из причин этого — надежда на то, что открытые при их изучении закономерности окажутся свойственны и другим более или менее похожим организмам, в том числе и человеку. Часто модельные организмы используются в тех случаях, когда проведение соответствующих исследований на человеке невозможно по техническим или этическим причинам. Использование модельных организмов основано на том, что все живые организмы имеют общее происхождение и сохраняют много общего в механизмах хранения и реализации наследственной информации, метаболизме и др.

## Выбор модельных организмов
Модельными становятся организмы, по которым уже накоплено много научных данных. Обычно модельным организмом специально занимаются несколько лабораторий или исследовательских групп, а по результатам его изучения опубликовано от нескольких сотен до многих тысяч статей.
В качестве модельных выбирают обычно организмы, которых легко содержать и разводить в лабораторных условиях (Escherichia coli, Tetrahymena thermophila, Arabidopsis thaliana, Caenorhabditis elegans, Drosophila melanogaster, Mus musculus). Дополнительными преимуществами является короткое время генерации (быстрая смена поколений), возможность генетических манипуляций (наличие инбредных линий, в случае многоклеточных возможность получения стволовых клеток, разработанные методы генетической трансформации).
Дополнительными причинами для выбора данного объекта в качестве модельного может служить его положение на филогенетическом древе: например, макак-резус является важным модельным организмом для медицинских исследований из-за своего относительно близкого родства с человеком (по той же причине для полной расшифровки был выбран геном шимпанзе).
Наконец, для некоторых областей исследований выбор объекта в качестве модельного определяется прежде всего особенностями его строения. Так, при изучении «простых нервных систем» в качестве моделей используются такие организмы, у которых нейроны идентифицируемые, относительно немногочисленные и (желательно) крупные — например, аплизия.
Исторически сложилось, что модельные организмы (кишечная палочка, дрожжи, дрозофила) стали первыми среди соответствующих групп организмами, геном которых был полностью секвенирован. В дальнейшем наличие полностью секвенированного и расшифрованного генома стало важным требованием для использования организма в качестве модельного в биохимии, генетике, молекулярной биологии и большинстве других областей. По этой причине иногда выбор организма был обусловлен особенностями его генома: так, рыба-фугу Fugu rubripes была выбрана в качестве модели для изучения генома благодаря его малым размерам (низкий процент некодирующих последовательностей).
Ещё один критерий для выбора модельного организма — его экономическая значимость. Поэтому, например, кроме Arabidópsis thaliána в качестве модельных видов растений используются рис Oryza sativa L., люцерна Medicago truncatula и др.

## Важные модельные организмы и области их использования

### Вирусы
- Фаг лямбда — молекулярная генетика.
- Phi X 174 — молекулярная генетика; первый полностью секвенированный геном (кольцевая ДНК, содержащая 11 генов, длиной 5386 н. п.

### Бактерии

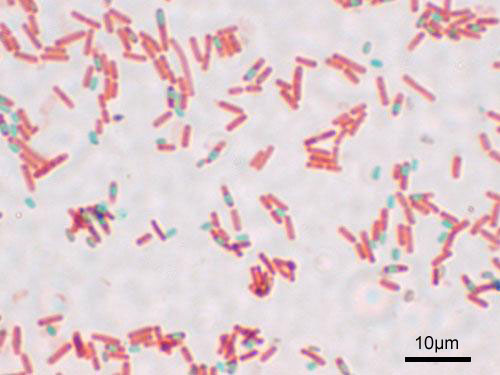
Спорулирующая Bacillus subtilis

- Escherichia coli (E. coli) — грамотрицательная бактерия, молекулярная генетика (один из основных объектов).
- Bacillus subtilis — грамположительная бактерия, молекулярная генетика, изучение споруляции, работы жгутиков.
- Mycoplasma genitalium — «минимальный организм», имеет один из самых маленьких геномов среди всех клеточных организмов; в 2007 году близкий вид использован Крейгом Вентером для пересадки генома, в результате которой один вид бактерий был превращён в другой .
- Salmonella Typhimurium — грамотрицательная бактерия, патогенная для мышей и других мелких грызунов, условно патогенна для человека, используется в исследовании мутагенного и канцерогенного эффекта различных химических веществ в тесте Эймса.

### Протисты
- Dictyostelium discoideum — молекулярная биология и генетика (его геном секвенирован), эмбриология (межклеточная коммуникация, клеточная дифференцировка, апоптоз).
- Tetrahymena thermophila — пресноводная инфузория; молекулярная генетика (геном секвенирован).

### Грибы
- Нейроспора густая Neurospora crassa — плесень, изучение генетической регуляции метаболизма, мейоза и циркадных ритмов[1].
- Дрожжи Saccharomyces cerevisiae, генетика (регуляция клеточного цикла и др.), использование в хлебопечении и пивоварении.
- Делящиеся дрожжи Schizosaccharomyces pombe (клеточный цикл, клеточная полярность, РНК-интерференция, структура и функция центросом).

### Растения

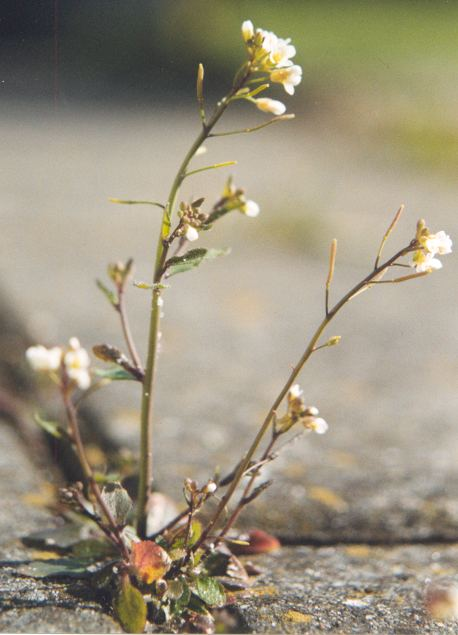
Резуховидка Таля (Arabidopsis thaliana)

#### Водоросли
- Хламидомонада Chlamydomonas reinhardtii — одноклеточная зелёная водоросль, изучение фотосинтеза, работы эукариотического жгутика, клеточной подвижности, регуляция метаболизма, клеточная адгезия («склеивание» гамет при половом размножении) и др. Хорошо изучена генетически[2]. Геном секвенирован в 2007 г.[3]

#### Мхи
- Зелёный мох Фискомитрелла раскрытая (Physcomitrella patens) — всё более широко используется в исследованиях развития и эволюционной биологии растений[4]. Пока это единственный представитель мохообразных, чей геном полностью секвенирован; разработана методика генетической трансформации для данного вида.

#### Плауновидные
- Плаунок вида Selaginella moellendorffii — эволюция растений, молекулярная биология; геном (один из самых коротких среди высших растений, около 100 мегабаз) секвенирован в 2007 году[5].

#### Цветковые
- Резуховидка Таля (Arabidopsis thaliana), наиболее популярное модельное растение, используемое во многих областях; однолетнее крестоцветное-эфемер, имеющее крайне короткий жизненный цикл и небольшой размер генома (первое из растений, чей геном секвенирован)[6]. Закартировано и изучено множество морфологических и биохимических мутаций[6]. Генетическая база данных, содержащая большое количество другой информации об этом виде — TAIR[6].
- Виды рода Тополь (Populus) — модельные виды для изучения генетики и культивирования древесных растений. Имеют небольшой размер генома и быстрый рост, разработана методика трансформации. Полностью секвенирован геном североамериканского вида Populus trichocarpa.
- Люцерна трункатула (Medicago truncatula) — модельное бобовое, близкий родственник люцерны посевной (Medicago sativa) (молекулярная биология, агрономия).
- Кукуруза сахарная (Zea mays) — одна из основных зерновых культур и классический генетический модельный организм; у этого диплоидного однодольного растения 10 пар крупных хромосом, которые легко изучать под микроскопом, что облегчает цитогенетические исследования; известно большое число фенотипически выраженных мутаций, гены которых закартированы (именно благодаря этому при изучении кукурузы были открыты транспозоны), и большое число потомков от каждого скрещивания (генетика, молекулярная биология, агрономия), именно у кукурузы было впервые обнаружено явление цитоплазматической мужской стерильности. Геном кукурузы отсеквенирован практически полностью, существует специальная база данных[7], посвящённая генетическим и молекулярнобиологическим исследованиям генома кукурузы.
- Рис посевной (Oryza sativa) — одна из важнейших зерновых культур; имеет один из самых маленьких геномов среди зерновых злаков, который полностью секвенирован (агрономия, молекулярная биология).
- Лук репчатый (Allium cepa) — модельный организм в генотоксикологических исследованиях. Имеет хорошо изученный геном (2n=16) и поэтому подходит для ана-телофазного анализа. Результаты тестов с Allium cepa имеют корреляцию с другими тестами на животных, растительных и микроорганизмах, а также могут быть экстраполированы на человека.

### Животные

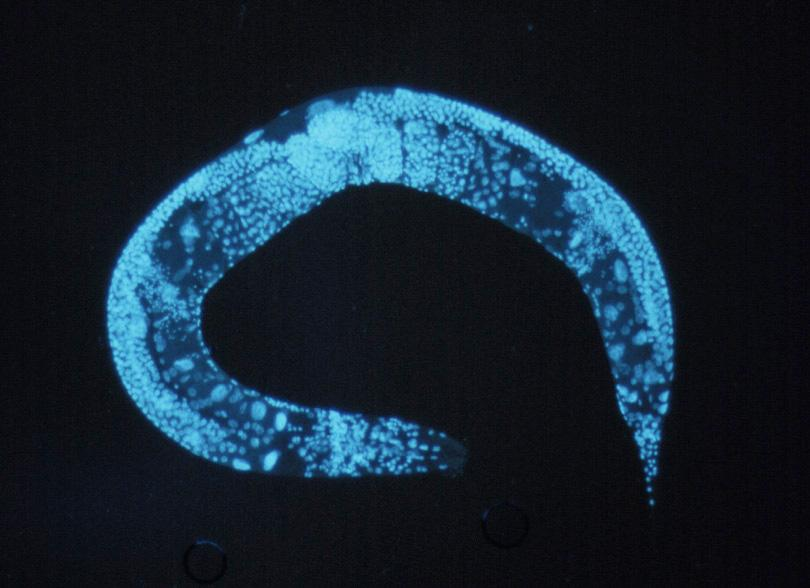
Круглый червь Caenorhabditis elegans

#### Стрекающие
- Nematostella vectensis, нематостелла — литоральная роющая актиния из семейства едвардсиид (Edwardsiidae), в последние годы ставшая главным модельным объектом для изучения молекулярной биологии и биологии развития книдарий. В 2007 г. геном нематостеллы был полностью секвенирован[8].

#### Черви
- Лжересничный червь Symsagittifera roscoffensis (syn. Convoluta roscoffensis), представитель примитивной группы «бескишечных турбеллярий» (ныне подтип Acoelomorpha) — изучение эволюции плана строения двустороннесимметричных животных.
- Триклада Schmidtea mediterranea — биология развития, регенерация ; геном частично секвенирован .
- Нематода Caenorhabditis elegans (C. elegans)[9] — генетический контроль развития и физиологических процессов (первый многоклеточный организм, чей геном был полностью секвенирован; в настоящее время секвенирован геном второго вида из этого рода, C. briggsae).

#### Членистоногие
- Дрозофилы (род Drosophila), в частности вид Дрозофила фруктовая (Drosophila melanogaster) — плодовая мушка, знаменитый объект генетических исследований. Легко содержится и разводится в лаборатории, имеет быструю смену поколений и множество мутаций с различным фенотипическим выражением. Во второй половине XX века один из основных объектов биологии развития. Геном полностью секвенирован. Недавно стала использоваться для нейрофармакологических исследований[10].
- Восковую моль, в частности вид Большая восковая моль, разводят в лабораторных условиях как модельный объект для физиологических и биохимических исследований[11].

#### Моллюски
- Аплизия Aplysia californica, заднежаберный моллюск — нейробиология, молекулярные механизмы памяти, перестройки цитоскелета.
- Кальмар Loligo pealei — классический объект для изучения работы нервных клеток и их цитоскелета (имеет гигантские аксоны диаметром до 1 мм).

#### Иглокожие
- Морские ежи Arbacia punctulata и Strongylocentrotus purpuratus — классические объекты эмбриологии.

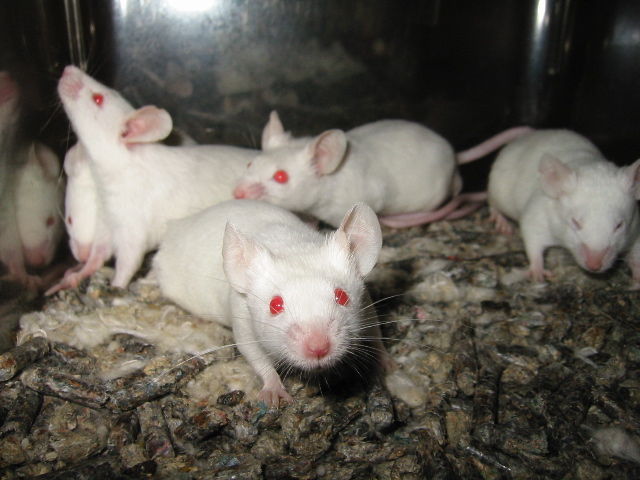
Лабораторные мыши

#### Хордовые
- Асцидия Ciona intestinalis — эмбриология, эволюция генома хордовых.
- Гнюсы (Torpedo) — используются в биомедицинских исследованиях.
- Обыкновенная кошачья акула (Scyliorhinus canicula) — используется при сравнительном анализе гаструляции.
- Фугу (Takifugu rubripes), рыба из семейства Tetraodontidae, — имеет компактный геном с небольшим количеством некодирующих последовательностей. Геном секвенирован.
- Полосатый данио (Danio rerio) — почти прозрачная на ранних стадиях развития пресноводная рыбка; важный объект биологии развития, водной токсикологии и токсикопатологии[12]. Геном секвенирован.
- Африканская шпорцевая лягушка (Xenopus laevis) — один из основных объектов биологии развития; ооциты используются также для изучения экспрессии генов. Геном секвенирован.
- Курица (Gallus gallus domesticus) — модельный объект эмбриологии амниот, используется с древнейших времен до наших дней, на цыплятах изучают механизмы памяти и обучения.
- Зебровая амадина (Taeniopygia guttata) — разновидность ткачиков, объект исследования генетики поведения, механизмов обучения.
- Домовая мышь (Mus musculus) — главный модельный объект среди млекопитающих. Получено множество инбредных чистых линий, в том числе отобранных по признакам, представляющим интерес для медицины, этологии и др. (склонность к тучности, повышенный и пониженный интеллект, склонность к потреблению алкоголя, различная продолжительность жизни и т. п.). Геном полностью секвенирован. Разработаны методы получения трансгенных мышей с использованием стволовых клеток. Дополнительный интерес представляет как объект для изучения популяционной генетики и процессов видообразования, так как имеет сложную внутривидовую структуру (множество подвидов, различающиеся по кариотипу хромосомные расы).
- Серая крыса (Rattus norvegicus) — важная модель для токсикологии, нейробиологии и физиологии; используется также, наряду с мышью, в молекулярной генетике и геномике. Геном полностью секвенирован.
- Домашний кролик (Oryctolagus cuniculus domesticus) — модель для токсикологии, физиологии, иммунологии, разработки вакцин. Геном секвенирован.
- Кошка домашняя (Felis domesticus) — используется в исследованиях физиологии мозга, дешевле в содержании по сравнению с обезьянами.
- Макак-резус (Macaca mulatta) — медицинские исследования (в том числе изучение инфекционных болезней), этология, нейробиология.
- Шимпанзе (два вида, шимпанзе обыкновенный (Pan troglodytes) и шимпанзе карликовый (Pan paniscus)) — ближайшие родственники человека среди ныне живущих видов. Сейчас используется в основном для изучения сложных форм поведения и познавательной деятельности животных. Геном Pan troglodytes секвенирован.
- Различные врановые (Corvidae) — этология, сложные формы поведения. Геном Corvus brachyrhynchus секвенирован.
- Человек разумный (Homo sapiens) — геном полностью секвенирован. В широком смысле не является модельным организмом. Для человека известен наиболее полный список наследственных заболеваний. Важность для нейрофизиологических исследований определяется способностью сообщать о своих ощущениях и выполнять инструкции экспериментатора.

## Другие модельные организмы
Понятно, что в вышеприведённом списке организмы неравноценны по значимости, а сам список легко может быть расширен прежде всего за счёт организмов, которые используются как модели в более узких областях исследования. Например, наземная улитка Cepaea nemoralis — классический объект для изучения популяционной экологии и генетики, в том числе действия на популяции естественного отбора; медицинская пиявка Hirudo medicinalis — один из модельных объектов изучения локомоции в нейробиологии, и т. п.

## Другие модельные объекты в биологии
Кроме организмов, модельными объектами могут служить и биологические системы других уровней организации — молекулы, клетки и их части (например, гигантский аксон кальмара), клеточные линии (например, линия клеток человека HeLa), органы (например, упомянутый в списке беспозвоночных стоматогастрический ганглий десятиногих раков), популяции и экосистемы.